# Socioletto
In linguistica, un socioletto è una varietà linguistica tipica di una classe sociale, un gruppo professionale, etnico-geografico, ecc.
Da distinguersi da idioletto e topoletto, o da altri neologismi come regioletto, tecnoletto, poetoletto. I socioletti comportano sia l'acquisizione passiva di particolari pratiche comunicative attraverso l'associazione con una comunità locale, sia l'apprendimento attivo e la scelta tra forme di discorso o di scrittura per dimostrare l'identificazione con particolari gruppi.
I sociolinguisti, persone che studiano i socioletti e la variazione linguistica, definiscono un socioletto esaminando la distribuzione sociale di termini linguistici specifici. Un socioletto è distinto da un dialetto regionale (regioletto) perché la classe sociale, piuttosto che la suddivisione geografica, conferma le caratteristiche linguistiche uniche.